# Au am Aign
Au am Aign ist ein Dorf und Ortsteil des Marktes Reichertshofen im oberbayerischen Landkreis Pfaffenhofen an der Ilm.

## Geographie und Verkehrsanbindung
Au am Aign liegt östlich des Kernortes Reichertshofen an der westlich verlaufenden A 9. Südlich verläuft die B 300. Am westlichen Ortsrand fließt der Auer Bach. Zurzeit wohnen in Au am Aign 127 Einwohner (Stand: 30. November 2020).

## Geschichte
Im heutigen Au am Aign (ouwa = wasserreiches Wald-, Wiesen- und Weideland) lebte um 1223 ein Waldaufseher des klösterlichen Feilenforstes. Die Hallertauer Hopfenkönigin des Jahres 1991/1992, Rita Wolfram, kam aus Au am Aign. Das Dorf gehörte zur Gemeinde Winden am Aign und wurde mit dieser am 1. Juli 1972 in den Markt Reichertshofen eingegliedert.